# Parkeerbeleid
Een parkeerbeleid is een stelsel van regels die de toewijzing van parkeerplaatsen aan gebruikers moet regelen. Parkeerruimte is een schaars goed en die schaarste moet zo goed mogelijk worden verdeeld. Parkeerbeleid wordt zowel door overheden als bedrijven geformuleerd. Overheden stellen vaak met behulp van een algemeen verbindend voorschrift de kaders op (hoeveelheid parkeerplaatsen per m2 kantoorruimte, aantal parkeerplaatsen per woning in een nieuwbouwwijk) en bedrijven vullen doorgaans, gegeven de grenzen die er bestaan, in wie binnen hun organisatie het eerst voor een parkeerplaats in aanmerking komen.
Bedrijven hanteren verschillende criteria om parkeerplaatsen te verdelen over werknemers die voor hun woon-werkverkeer hun auto gebruiken:
De vier belangrijkste zijn:
- Anciënniteit: Hoe langer men in dienst is hoe eerder men in aanmerking komt voor een parkeerplaats
- Status: De directeuren en de staf krijgen een parkeerplaats
- Afstand tot het bedrijf: Wie ver woont krijgt een parkeerplaats
- De mobiliteit van de functie: Iemand heeft geen bedrijfswagen maar moet regelmatig voor de organisatie gebruikmaken van de eigen auto.

Binnen gemeentelijk parkeerbeleid is parkeerbeheer een facet.